# Richard Barroilhet
Richard Barroilhet (Westminster, 29 augustus 1992) is een Frans voetballer. Hij stond onder contract bij Fulham FC, VPS Vaasa en RKC Waalwijk. In september 2013 was hij op proef bij FC Utrecht. Begin november tekende hij na een stage tot het einde van het seizoen 2013/14 bij Nuneaton Town FC. Na 25 dagen liet hij zijn contract weer ontbinden. Begin 2014 sloot hij aan bij FC Taraz uit Kazachstan. In juni werd zijn contract ontbonden. In het seizoen 2014/15 speelt hij voor Etoile FC Fréjus Saint-Raphaël. In september 2015 sloot hij aan bij de Nederlandse Topklasse Magreb '90.

## Statistieken
| Seizoen | Club                           | Land       | Competitie           | Wed. | Goals |
| ------- | ------------------------------ | ---------- | -------------------- | ---- | ----- |
| 2011/12 | Fulham FC                      | Engeland   | Premier League       | 0    | 0     |
| 2012    | → VPS Vaasa                    | Finland    | Veikkausliiga        | 7    | 0     |
| 2012/13 | RKC Waalwijk                   | Nederland  | Eredivisie           | 0    | 0     |
| 2013/14 | Nuneaton Town FC               | Engeland   | Conference National  | 1    | 0     |
| 2013/14 | Taraz FK                       | Kazachstan | Premjer-Liga         | 9    | 0     |
| 2014/15 | Etoile FC Fréjus Saint-Raphaël | Frankrijk  | Championnat National | 7    | 0     |
| 2017    | AC Barnechea                   | Chili      | Primera B            | 1    | 1     |
| 2020    | Deportes Temuco                | Chili      | Primera B            | 5    | 0     |
| 2021    | Universidad Concepción         | Chili      | Primera B            | 9    | 1     |
| Totaal  | Totaal                         | Totaal     | Totaal               | 39   | 2     |